# متیلن ایمین

متیلن ایمین (انگلیسی: Methylene imine) نوعی ترکیب آلی بوده و ساده ترین ایمین میباشد. این ترکیب به شکل یک گاز بی بو و پایدار ست که در سراسر کیهان یافت میشود.